# Mabel's Married Life
Charlot și manechinul (în engleză: Mabel's Married Life) este un film american de comedie din 1914 produs de Mack Sennett și regizat de Charlie Chaplin. Este scris de Charlie Chaplin și Mabel Normand. În rolurile principale interpretează actorii Charlie Chaplin, Mabel Normand și Mack Swain.

## Distribuție
- Charles Chaplin – Mabel's Husband
- Mabel Normand – Mabel
- Mack Swain – Wellington
- Eva Nelson – Wellington's wife
- Hank Mann – Tough in bar
- Charles Murray – Man in bar
- Harry McCoy – Man in bar
- Wallace MacDonald – Delivery boy
- Al St. John – Delivery boy